# 西田良
西田 良（にしだ りょう、1939年1月20日 - 2020年1月2日）は、日本の俳優。本名および旧芸名は西田 良明。代表作は『燃えよ剣』の原田左之助。オフィス ユーリー所属。京都府亀岡市保津町出身。

## 来歴・人物
京都府立亀岡高等学校在学中に京都の太秦映画演劇研究所（7期生）に入所。同研究所を1957年7月に卒業後は研究所の仲間と劇団「現俳」を結成し、開局まもない関西テレビでスタジオ生ドラマに数多く出演。1960年4月に東映京都撮影所へ入社し、大部屋俳優として活動を始める。同期には川谷拓三・福本清三がいた。
デビュー直後は群集のモブシーンやチンピラ役、斬られ役、エキストラ等が中心だった。東映京都の殺陣師・足立玲二郎が主催する殺陣技術集団「東映剣（つるぎ）会」の新規メンバー試験に合格。徐々に目立つ役柄が増え、1960年代後半から1970年代前半にかけてテレビ時代劇『俺は用心棒』、『待っていた用心棒』、『帰って来た用心棒』、『天を斬る』、『燃えよ剣』でレギュラーに抜擢（）され、活躍した。『俺は用心棒』で山崎烝、『燃えよ剣』で原田左之助と、新選組ゆかりの人物を演じた関係で、新選組関連の番組にも出演し、当時の思い出を多く語っていた。近年は俳優活動のかたわら絵画作品も多数発表していた。
2020年1月2日没。

## 出演

### 映画
年号のみは東映作品。※は西田良明名義。
- 柳生武芸帳 片目の忍者（1963年） ※
- 真田風雲録（1963年）- 豊臣家募兵方 ※
- 映画版 てなもんや三度笠（1963年） ※
- 十七人の忍者（1963年）- 組頭木村の配下 ※
- 映画版 続・てなもんや三度笠（1963年） ※
- 博徒（1964年） - 余四郎 ※
- 間諜（1964年） - 喜助 ※
- いれずみ判官（1965年） - 役人
- 関東やくざ者（1965年） - 木下
- 日本侠客伝シリーズ
  - 日本侠客伝 関東篇（1965年） - 刑事
  - 日本侠客伝 絶縁状（1968年） - 渡辺
- 新蛇姫様 お島千太郎（1965年） - 坂田武之助
- 関東破門状（1965年） - 国松
- 関東果し状（1965年） - 笠井辰夫
- 十七人の忍者 大血戦（1966年） - 甲賀七人衆・滝小六
- 小判鮫 お役者仁義（1966年） - 駕籠屋
- 女犯破戒（1966年） - 雲念
- 沓掛時次郎 遊侠一匹（1966年） - やくざ
- 大忍術映画ワタリ（1966年） - シブタレ
- 日本暗黒街（1966年） - 溝口
- 任侠柔一代（1966年） - 鎌吉
- 牙狼之介（1966年） - 鷲津
- 冒険大活劇 黄金の盗賊（1966年） - 彦造
- 暗黒街シリーズ 荒っぽいのは御免だぜ（1967年） - 白石
- 博奕打ちシリーズ
  - 博奕打ち（1967年） - 真造
  - 博奕打ち 一匹竜（1967年） - 若い衆
  - 博奕打ち 不死身の勝負（1967年） - 相良清松
  - 博奕打ち 総長賭博（1968年）
  - 博奕打ち 殴り込み（1968年） - メリケンの六
- 博奕打ち外伝（1972年） - 仲仕
- 懲役十八年（1967年） - 竹井
- 一心太助 江戸っ子祭り（1967年） - 徳山五兵衛
- 男涙の破門状（1967年） - 牛山源太
- 大奥㊙物語（1967年） - 伊賀者
- 兄弟仁義 関東命知らず（1967年） - 湯浅利一
- まぼろし黒頭巾 闇に飛ぶ影（1967年） - 猪木治五郎
- 侠客の掟（1967年） - 杉山丑五郎
- 銭形平次（1967年）
- 馬賊やくざ（1968年） - ボーイ
- 極道シリーズ
  - 帰って来た極道（1968年） - タケ
  - 兵隊極道（1968年） - お神楽吉
- 侠客列伝（1968年） - 堀越
- 緋牡丹博徒シリーズ
  - 緋牡丹博徒（1968年） - 巽
  - 緋牡丹博徒 二代目襲名（1969年） - 泥鮒
  - 緋牡丹博徒 鉄火場列伝（1969年） - 河内彦
  - 緋牡丹博徒 仁義通します（1972年） - 安
- 横紙破りの前科者（1968年） - 源次
- 前科者 縄張荒し（1969年） - 竹内
- 懲役三兄弟（1969年） - 子分
- おんな刺客卍（1969年） - 原田千代治
- やくざ刑罰史 私刑!（1969年） - 秋葉組子分
- 日本女侠伝 侠客芸者（1969年） - 庄田
- 賞金稼ぎ（1969年） - 芳松
- 日本暗殺秘録（1969年） - 職人
- まむしの兄弟シリーズ
  - 懲役太郎 まむしの兄弟（1971年） - 若い衆
  - まむしの兄弟 お礼参り（1971年） - 与田
  - まむしの兄弟 懲役十三回（1972年） - 吉原東竜会の若衆・安井彦造
  - まむしの兄弟 傷害恐喝十八犯（1972年） - 丸目
- 日本女侠伝 激斗ひめゆり岬（1971年） - 照屋真二
- 傷だらけの人生 古い奴でござんす（1972年） - 日高文六
- ゾロ目の三兄弟（1972年） - 境川牛松
- 日本暴力団 殺しの盃（1972年） - 玉木
- 木枯し紋次郎（1972年） - 亀蔵
- 仁義なき戦いシリーズ
  - 仁義なき戦い（1973年） - 坂井組組員
  - 仁義なき戦い 広島死闘篇（1973年）
  - 仁義なき戦い 頂上作戦（1974年） - 打本会組頭・森田勉
  - 仁義なき戦い 完結篇（1974年） - 武田組若頭松村の若衆・織田英士
  - 新仁義なき戦い（1974年） - 安本金悟
  - 新仁義なき戦い 組長の首（1975年） - 大和田組若頭相原の若衆・滝川
  - 新仁義なき戦い 組長最後の日（1976年） - 岩木組・重松秋良
- 鉄砲玉の美学（1973年、、ATG） - 刑事
- 三池監獄 兇悪犯（1973年） - 釧路からの移送囚・おんぼう市
- 学生やくざ（1974年） - 佐伯
- 子連れ狼 地獄へ行くぞ!大五郎（1974年、東宝 / 勝プロダクション） - 岡田業之進
- 唐獅子警察（1974年） - 矢島昭
- 三代目襲名（1974年） - 看守
- 実録飛車角 狼どもの仁義（1974年） - 谷口
- 女番長 玉突き遊び（1974年） - 中原
- 史上最大のヒモ 濡れた砂丘（1974年） - 松村
- 日本任侠道 激突篇（1975年） - 越前の弥吉
- 恐喝のテクニック 肉地獄（1975年） - 玉井新吉
- 日本暴力列島 京阪神殺しの軍団（1975年） - 谷良一
- 資金源強奪（1975年） - 伴達彦
- 神戸国際ギャング（1975年） - 白人兵
- 強盗放火殺人囚（1975年） - 小森和久
- 実録外伝 大阪電撃作戦（1976年） - 岩井政道
- 暴走パニック 大激突（1976年） - バーテン
- やさぐれ刑事（1976年、松竹）
- 広島仁義 人質奪回作戦（1976年） - 千田守
- 日本の首領シリーズ
  - やくざ戦争 日本の首領（1977年） - 中島組舎弟・舟瀬一郎
  - 日本の首領 野望篇（1977年） - 中島組舎弟・舟瀬一郎
- 毒婦お伝と首切斬り浅（1977年） - 勝造
- 北陸代理戦争（1977年） - 麻生常吉
- 日本の仁義（1977年） - 梅田
- ドーベルマン刑事（1977年） - 新宿警察署刑事・田村哲也
- 仁義と抗争（1977年） - 武田巌
- 東映まんがまつり / 宇宙からのメッセージ・銀河大戦（1978年） - 猿人バルー
- 赤穂城断絶（1978年） - 遊び人
- 総長の首（1979年） - 私服刑事
- 真田幸村の謀略（1979年）
- 夢一族 ザ・らいばる（1979年） - 村井刑事
- 蠢動 （1982年、BJcc） - 原田大八郎
- 上海バンスキング（1984年、松竹） - 薮内
- 借王2（1997年、日活） - 山岸建設専務 林

### テレビドラマ
- 新選組血風録（NET / 東映）
  - 第1話「虎徹という名の剣」（1965年） - 池田屋の尊王攘夷派志士
  - 第5話「海仙寺党全滅」（1965年） - 海仙寺党の党員
  - 第6話「鴨千鳥」（1965年） - 新選組隊士
  - 第7話「菊一文字」（1965年） - 戸沢鷲郎の配下
  - 第10話「刺客」（1965年） - 十津川郷士・松木源蔵
  - 第11話「槍は宝蔵院流」（1965年） - 新選組三番隊の隊士
  - 第13話「強襲十津川屋敷」（1965年） - 新選組八番隊の隊士
  - 第16話「襲撃木屋町二條」（1965年） - 新選組八番隊の隊士
- われら九人の戦鬼 第1話（1966年、NET / 東映） - 丑松
- 素浪人 月影兵庫（NET / 東映）
  - 第1シリーズ 第24話「子守唄が剣を呼んでいた」（1966年） - 畄吉
  - 第2シリーズ 第11話「子亀のせなかに親がいた」（1967年） - 蛭間一家のごろつき
  - 第2シリーズ 第68話「破れかぶれでもてていた」（1968年） - 雲助
  - 第2シリーズ 第76話「母よあなたはケチだった」（1968年） - 地廻りヤクザ
- 銭形平次 （CX / 東映） ※大川橋蔵版
  - 第3話「謎の夫婦雛」（1966年） - 吉造
  - 第31話「掏られた遺書」（1966年） - 駕篭かき
  - 第55話「鬼女の琴」（1967年）
  - 第95話「一本の命綱」（1968年）
  - 第128話「鏡の中の顔」（1968年）
  - 第223話「ふたつの顔の女」（1970年）
  - 第247話「ぎやまん地獄」（1971年）
  - 第254話「虎の穴」（1971年）
  - 第341話「男だけの詩」（1972年） - 卍組構成員
  - 第372話「誰も知らない」（1973年）
  - 第465話「地獄の使者」（1975年）
  - 第516話「やわ肌鉄火」（1976年） - 角蔵
  - 第538話「追われていた男」（1976年） - 凶賊の元一味・京三
  - 第552話「包丁がらす」（1976年） - 伝次
  - 第599話「富くじ騒動」（1977年） - 伊蔵
  - 第626話「見習同心心得帳」（1978年） - 家老宅の中間
  - 第689話「大江戸十手祭り」（1979年）
  - 第702話「夢を見た風来坊」（1980年） - 殺し屋浪人・山岸
  - 第713話「大江戸大地震」（1980年） - 抜け荷商人の腹心
  - 第805話「八五郎に女房がいた?!」（1982年）
  - 第861話「街の嫌われ者」（1983年）
- 仮面の忍者 赤影（関西テレビ / 東映京都テレビプロダクション）
  - 第3部 根来篇 28話「忍法大怪魚」（1967年）- 信長護衛の侍・根来下忍衆
  - 第3部 根来篇 30話「蟻怪獣ガバリ」（1967年）- 根来下忍衆
  - 第4部 魔風篇 49話「人喰い植物ばびらん」（1967年）- 魔風下忍衆
- 用心棒シリーズ（NET / 東映）
  - 俺は用心棒 第11、15、17 - 20、22、24、26話（1967年） - 新選組監察・山崎烝
  - 待っていた用心棒 第6、7、15、16、22話（1968年） - 目明かし・十吉
  - 帰って来た用心棒 第4、6 - 11、14 - 19、22、24 - 28、32 - 36話（1968年 - 1969年） - 目明かし・十吉
- 次郎長三国志 第7話「遠州森の石松」（1968年、NET / 東映）
- 素浪人 花山大吉（NET / 東映）
  - 第1話「世のなか上には上がいた」（1969年） - 浪人
  - 第2話「やっぱりふざけた仲だった」（1969年） - 蝮の源治の子分
  - 第10話「坊さんまるまる損をした（1969年） - やくざ
  - 第20話「我が子を拾うバカもいた」（1969年） - 火の玉の政の喧嘩相手
  - 第35話「中年の魅力で売っていた」（1969年） - 浪人
  - 第44話「おいらの父ちゃんカモだった」（1969年） - 用心棒
  - 第52話「殿さまスタコラ逃げていた」（1969年） - 雲助の一味
  - 第64話「三人揃ってバカだった」（1970年） - 黒川一家の助っ人浪人
  - 第96話「渡し場は今日も雨だった（1970年） - 江古田一家の子分
- 水戸黄門（TBS / C.A.L）
  - 第1部 第3話「小田原喧嘩駕籠・小田原」（1969年8月18日） - 喜太八
  - 第2部 第27話「密命おびて・萩」（1971年3月29日）
  - 第3部
    - 第9話「愛のむち・浜松」（1972年1月24日）
    - 第26話「肥後の競い馬・熊本」（1972年5月22日） - 中間

  - 第5部 第11話「弥七の幽霊・福知山」（1974年6月10日） - 権太の手下
  - 第6部 第21話「ど根性河内節・八尾」（1975年8月18日） - 「目なしの熊」の子分
  - 第7部
    - 第5話「何の因果で若旦那・花巻」（1976年6月21日） - 盗賊一味
    - 第24話「仇討ち角兵衛獅子・長岡」（1976年11月1日） - 寅蔵の子分
    - 第32話「高嶺の花が俺の嫁‼・高崎」（1976年12月27日） - 胡麻の蝿

  - 第8部 第11話「風車に賭けた恋・桑名」（1977年9月26日） - やくざ
  - 第10部 第10話「婿入り八丁味噌・岡崎」（1979年10月15日） - 伊太八
  - 第14部 第15話「仇討ち悲願化物まつり・鶴岡」（1984年2月6日） - 鹿留の又八
  - 第18部 第19話「幸せ運んだ子守唄・島原」（1989年1月23日） - 権次
  - 第19部 第18話「盗まれた御印篭・大聖寺」（1990年1月29日） - 藤造
  - 第20部
    - 第8話「情け紡いだ西陣織・京」（1990年12月24日） - 亥蔵
    - 第31話「娘と名乗れぬ女掏摸・宮津」（1991年6月10日） - 音造
    - 第43話「男意気地の離縁状・一関」（1991年9月2日） - 多十

  - 第21部
    - 第8話「河豚に当った黄門様・長府」（1992年5月25日） - 鉄造
    - 第23話「母の秘密は卍の入れ墨・敦賀」（1992年9月7日） - 岩助

  - 第22部 第20話「酔いどれ十手が悪を断つ・小倉」（1993年9月27日）
  - 第23部 第12話「兄の敵はお殿様・山中」（1994年10月24日） - 仙八
  - 水戸黄門外伝 かげろう忍法帖 第6話「百花繚乱夢芝居・大聖寺」（1995年6月26日） - 長次
  - 第24部
    - 第19話「悪を糺した瀬戸の花嫁 -広島-」（1996年1月29日） - 源六
    - 第32話「追われた男の恩返し -盛岡-」（1996年5月6日） - 権次

  - 第27部 第11話「嘘を承知でお銀の花嫁・八戸」（1999年5月31日） - 峯吉
  - 第35部 第18話「脱藩者は老公に瓜二つ・佐伯」（2006年2月20日） - 藤八
  - 第36部 第20話「祇園の夜の大騒動!・京」（2006年12月18日） - 鬼面の藤造
- 天を斬る 第2 - 26話（1969年 - 1970年、NET / 東映） - 百太郎
- あゝ忠臣蔵（KTV / 東映） - 早耳の鳥蔵
  - 第1話「美しき元禄の春」（1969年、）
  - 第10話「恋の道行き」（1969年）
  - 第12話「祇園一力」（1969年）
- 燃えよ剣 第1話 - 第24話・第26話（1970年、NET / 東映） - 原田左之助
- 紅つばめお雪 第9話「悪さもさじ加減」（1970年、NET） - 桔梗屋
- 柳生十兵衛 第16話「三九郎 故郷へ帰る」（1971年、CX / 東映） - 八蔵
- さむらい飛脚 第3話「身がわり街道」（1971年、NET / 東映）
- 徳川おんな絵巻（1971年、KTV / 東映）
  - 第25話「仮面の女」（1971年） - 留吉
  - 第26話「悪霊の城」（1971年） - 留吉
  - 第28話「恋を追う女」（1971年） - 橋山
- 軍兵衛目安箱 第1 - 17、19 - 22、25、26話（NET / 東映） - 虎吉
- 清水次郎長（CX / 東映）
  - 第17話「いのち三百六十日」（1971年） - 宇品の新六
  - 第34話「ドヂで間抜け 三ン下です」（1971年）
  - 第47 - 49話（1972年） - 布橋の兼吉
- 大岡越前（TBS / C.A.L）
  - 第2部 第17話「天狗退治」（1971年9月6日） - 忠次
  - 第3部
    - 第6話「狐火の五千両」（1972年7月17日） - 五郎蔵の子分
    - 第23話「狙われた男」（1972年11月20日） - 渡り中間

  - 第4部 第10話「江戸無法地帯」（1974年12月9日） - 伊之
  - 第5部 第7話「かけた情けに怨みの十手」（1978年3月20日） - 魚屋
  - 第10部 第19話「掏った財布で恩返し」（1988年7月4日） - 精次
  - 第11部 第10話「相合傘の出逢い」（1990年6月25日） - 半次
  - 第12部 第17話「地獄の淵に咲いた恋」（1992年2月10日） - 卯吉
  - 第13部 第12話「金の亡者は悪検校」（1993年2月1日） - 千太
  - 第14部 第10話「誓いを破った涙の喧嘩」（1996年8月19日） - 権次
- 江戸巷談 花の日本橋（KTV / 東映）
  - 第1話・第2話（1971年）
  - 第17話・第18話（1972年） - ゲン
- 世なおし奉行 第1話「命知らずのサムライたち」（1972年、NET / 東映）
- 紫頭巾事件帖 第19話「殴り込み女仁義」（1972年、12ch / 松竹） - 三次
- 遠山の金さんシリーズ（NET・ANB / 東映）
  - 遠山の金さん捕物帳
    - 第114話「笑って死んだ女」（1972年）
    - 第131話「江戸の花を咲かせた女」（1973年）
    - 第146話「毒で出世する男」（1973年）
    - 第160話「畳の上では死ねない男」（1973年）

  - 遠山の金さん
    - 第1シリーズ 第5話「花嫁を攫え!!」（1975年）
    - 第1シリーズ 第30話「暗闇の銃声を消せ!!」（1976年） - 浪人・大和田
    - 第1シリーズ 第40話「嵐の中に立つ姉妹」（1976年）-  遠州 津川藩勘定方組頭 黒瀬
    - 第1シリーズ 第49話「独楽が廻れば鬼が泣く」（1976年）-  徒目付 近藤文平
    - 第1シリーズ 第83話「しじみに咲く花」（1977年） - 銀次
    - 第2シリーズ 第2話「黄金鳥の謎をとけ」（1979年） - 沼垣
    - 第2シリーズ 第12話「さくら貝 母の祈り」（1979年） - 桔梗屋の手下

  - 遠山の金さん ※高橋英樹版
    - 第1シリーズ 第23話「浪花の母! 巾着切おえん」（1982年） - 銀次
    - 第1シリーズ 第52話「愛の十字路・暗黒街の女」（1983年）
    - 第1シリーズ 第67話「赤い疑惑を胸に旅する少女!」（1983年）
    - 第1シリーズ 第95話「母恋いオルゴール・旅路の女!」（1984年）
    - 第1シリーズ 第112話「呪いの妖術・メトロノームに泣く女!」（1984年）- 勘造
    - 第1シリーズ 第131話「偽りの化粧・不良少女の母!」（1985年）- 倉田竜之介
    - 第1シリーズ 第148話「女のいくさ・花も嵐も踏みこえて!」（1985年）
    - 第2シリーズ 第12話「冬の女絶唱・君死にたまうこと勿れ!」（1986年）
    - 第2シリーズ 第34話「越後三味線の女V・暗殺篇」（1986年）- 勝造

  - 名奉行 遠山の金さん
    - 第4シリーズ 第11話「殺人者は振り袖の美女」（1992年） - 甲州屋仁兵衛
    - 第5シリーズ 第19話「大奥に消えた殺人者」（1993年）- 唐木玄馬
    - 第6シリーズ 第22話「還暦祝い毒殺事件」（1995年） - 伊之助

  - 金さんVS女ねずみ 第2シリーズ 第2話「将軍は見た！遠山桜」（1998年） - 幸助
- 忍法かげろう斬り 第13話「鷹・危機一髪!」（1972年、KTV / 東映）
- 二人の素浪人（CX / 東映）
  - 第5話「女人村の謎」（1972年）
  - 第15話「渋川宿の陰謀をあばけ」（1972年） - 猪之松
- 眠狂四郎（KTV / 東映）
  - 第7話「峠路に赤い実を撃つ」（1972年） - 山玄の一味
  - 第12話「鮮血は愛を染めた」（1972年） - 侍・須藤
  - 第23話「謎の女は闇を恨んだ」（1972年）
- 熱血猿飛佐助 第19話「大空の呼び声」（1973年、TBS / 東映） - 猪之吉
- 地獄の辰捕物控 第21話「竜神河岸に一人立つ」（1973年、NET / 東映）
- 長谷川伸シリーズ 第28話「瞼の母」（1973年、NET / 東映）
- 新選組 第3 - 7、11、13、15、16話（1973年、CX / 東映） - 富五郎
- 素浪人 天下太平（NET / 東映）
  - 第12話「白い月夜の悪い夢」（1973年） - 伊佐次
  - 第16話「子を取ろ子取ろの悪の里」（1973年）
  - 第22話「日暮れの道は遠い道」（1973年） - 銀次
- 必殺シリーズ（ABC / 松竹）
  - 必殺仕置人 第16話「大悪党のニセ涙」（1973年） - 政吉
  - 助け人走る 第2話「仇討大殺陣」（1973年） - 又七
  - 暗闇仕留人 第22話「怖れて候」（1974年） - 虎次
  - 必殺必中仕事屋稼業 第14話「招かれて勝負」（1975年4月4日） - 佐吉
  - 必殺仕業人 第23話「あんたこの女の性をどう思う」（1976年） - 中間・浅次
  - 必殺からくり人 第2話「津軽じょんがらに涙をどうぞ」（1976年） - 大山
  - 新・必殺仕置人 第26話「抜穴無用」（1977年） - 同心・田淵
  - 新・必殺からくり人 第13話「東海道五十三次殺し旅　京都」（1978年） - 目明し安次
  - 必殺商売人（1978年）
    - 第3話「むかし夫婦いま他人」 - 疵の男
    - 第10話「不況に新商売の倒産屋」 - 甚八
    - 第25話「毒を食わせて店食う女」 - 同心 西田

  - 必殺からくり人・富嶽百景殺し旅 第14話「凱風快晴」（1978年） - 中村歌八
  - 必殺仕事人
    - 第6話「主水は葵の紋を斬れるか？」（1979年） - 用人・陣内
    - 第14話「情は人のためにならないか？」（1979年） - 小杉
    - 第34話「釣技透かし攻め」（1980年） - 備前屋の配下・阿久津
    - 第40話「昇り技字凧落し業」（1980年） - 上田耕作
    - 第49話「偽技浮かれ囃子攻め」（1980年） - 同心・島村
    - 第78話「疾風技浮世節無情斬り」（1980年） - 猪之助

  - 必殺仕舞人 第11話「秋田音頭は国盗り家老の冥土唄 -秋田-」（1981年） - 川越藩の密偵・竹田
  - 新・必殺仕事人 第53話「主水甘味対策する」（1982年） - 伊集院
  - 必殺仕事人III 第13話「上司の期待を裏切ったのは主水」（1983年） - 富五郎
- 江戸を斬るシリーズ（TBS / C.A.L）
  - 江戸を斬る 梓右近隠密帳
    - 第2話「将軍の密使」（1973年）
    - 第24話「狙われた秘薬」（1974年）

  - 江戸を斬るII 第1話「江戸を斬るII」（1975年）
  - 江戸を斬るIII 第18話「医は仁術か算術か」（1977年） - 魚河岸の男
  - 江戸を斬るV 第10話「当り富札は殺しの番号」（1980年） - 伝次
  - 江戸を斬るVIII 第16話「幼馴染が悪の手先」（1994年） - 長次
- 隠密剣士 第4話「赤目忍法 面うつし」（1973年、TBS / 宣弘社プロダクション）
- いただき勘兵衛 旅を行く（NET / 東映）
  - 第8話「諸行無常の風だとさ」（1973年） - 猫松
  - 第21話「雨のあしたは晴だとさ」（1974年） - 弥平次
- 唖侍鬼一法眼 第21話「母子像無惨」（1974年、NTV / 勝プロダクション）
- ぶらり信兵衛 道場破り 第23話「意地豆腐」（1974年、CX） - 寅松
- 次郎長三国志 第2、15、18話（1974年、NET / 東映）
- 白雪劇場 / 池田大助捕物日記（1974年、KTV）
- 座頭市物語 第11話「木曽路のつむじ風」（1974年、CX / 勝プロダクション）
- 斬り抜ける 第16話「城代暗殺」（1975年、ABC / 松竹） - 組頭
- 破れ傘刀舟悪人狩り（NET / 三船プロダクション）
  - 第34話「裏切りの街」（1975年） - 岩松
  - 第81話「振り袖の熱い涙」（1976年） - 源八
  - 第108話「暗黒の烙印」（1976年） - 源次
- 賞金稼ぎ 第13話「カスバの鬼」（1975年、NET / 東映） - 伊之吉
- 宮本武蔵 （KTV / 歌舞伎座テレビ）
  - 第11話「決斗三十三間堂」（1975年） - 山田
  - 第16話「死闘！七対一」（1976年） - 平馬
- 徳川三国志 第10話「柳生十兵衛を狙う男」（1975年、NET / 東映） - 浪人
- 痛快!河内山宗俊 第17話「火と燃えた恋のかよい路」（1976年、CX / 勝プロダクション）
- 影同心II 第18話「身代りの報酬」（1976年、MBS / 東映） - 酉蔵
- お耳役秘帳 （1976年、KTV / 歌舞伎座テレビ）
  - 第3話「復讐の若者」 - 加六
  - 第11話「隠密妻無残」 - 赤井
  - 第22話「一か八かの挑戦」 - 玉井
  - 第23話「くの一地獄変」 - 胡桃の兵ヱ
- 夜明けの刑事 第82話「裏切りの烙印に賭ける!!」（1976年、TBS / 大映テレビ） - 堀
- 桃太郎侍 （NTV / 東映）
  - 第2話「夢を集めて食う男」（1976年） - 浪人
  - 第21話「浮世絵の女」（1977年） - 梶川甚八
  - 第31話「宵宮に消えた神輿」（1977年） - 浪人
  - 第80話「罪つくりな遺言」（1978年） - 勘次
  - 第116話「雪に舞い散る母子唄」（1979年）
  - 第138話「血槍武士道」（1979年）
  - 第175話「嘘からでた親孝行」（1980年）
  - 第185話「弱虫桃太郎と女盗賊」（1980年）
- 十手無用 九丁堀事件帖 第22話「江戸の町に魚が消えた」（1977年、NTV / 東映） - 佐助
- さわやかな男（1977年、KTV）
- ご存知!女ねずみ小僧 第15話「怪談・髪切り横丁」（1977年、CX / 松竹） - 介三
- 新 木枯し紋次郎 第13話「明日も無宿の次男坊」（1977年、12ch / C.A.L / 映像京都）
- 暴れん坊将軍シリーズ（ANB / 東映）
  - 吉宗評判記 暴れん坊将軍
    - 第10話「花開く目安箱」（1978年） - 熊造
    - 第18話「江戸一番の乱れ打ち」（1978年） - 弥五郎
    - 第55話「奮戦！いも侍」（1979年） - 権堂
    - 第59話「賭けた命が纏に燃える」（1979年） - 滝口九十郎
    - 第74話「江戸煩いを叩き出せ!」（1979年） - 服部
    - 第83話「天下を狙う盗賊」（1979年） - 土田
    - 第98話「狼の里から来た娘」（1980年） - 手代
    - 第106話「将軍はんて何んどすえ?」（1980年） - 大塚源内
    - 第112話「誇り高きカモ侍」（1980年） - 源太
    - 第120話「竹姫様涙のお輿入れ」（1980年） - 中西
    - 第148話「日本一の小泥棒」（1981年） - 権八

  - 暴れん坊将軍II
    - 第78話「少女監禁! 天使たちの反乱」（1984年） - 小伝次
    - 第146話「ちゃんを返して、将軍様!」（1986年） - 佐渡吉
    - 第162話「にわか侍、破廉恥武士道!」（1986年） - 池松

  - 暴れん坊将軍III
    - 第12話「絵草紙からくり心中」（1988年） - 源次
    - 第43話「悲願成就、半次郎のいのち」（1988年） - 竜吉
    - 第66話「孫兵ヱは浪花のお大尽さま!?」（1989年） - 犬上郡次郎
    - 第91話「地獄を見たかオウムちゃん」（1989年） - 市蔵

  - 暴れん坊将軍IV
    - 第8話「逃げた花嫁」（1991年） - 吉田市之丞
    - 第36話「対決! 兇賊七変化」（1991年） - 文次
    - 第73話「誘拐! 乙女涙の初恋」（1992年） - 九蔵

  - 暴れん坊将軍V
    - 第11話「悲恋の仇討ち免状」（1993年） - 森忠左衛門
    - 第29話「新さん負けるな! 大競馬」（1993年） - 室田

  - 暴れん坊将軍VI
    - 第8話「め組が運んだ涙の訴状」（1994年） - 又八
    - 第30話「北国に折鶴が飛んだ!」（1995年） - 平野忠四郎

  - 暴れん坊将軍VII 第6話「てんやわんやの親孝行」（1996年） - 大垣重兵衛
  - 暴れん坊将軍VIII 第7話「美しき婚約者の悩み」（1997年） - 室戸半蔵
- 江戸の鷹 御用部屋犯科帖 第22話「本日火刑に処す!」（1978年、ANB / 三船プロ）
- 宇宙からのメッセージ・銀河大戦（1978年、ANB / 東映） - バルー
- 横溝正史シリーズII 黒猫亭事件 後篇（1978年、MBS / 大映京都 / 映像京都） - 女郎屋の用心棒
- 疾風同心 第1話「謎を呼ぶ唐人剣」（1978年、12ch / C.A.L） - 鉄平
- 西遊記 第1話「石猿誕生す」(1978年、NTV） - 水蓮洞の猿
- 柳生一族の陰謀（KTV / 東映）
  - 第3話「駿府の黒い影」（1978年）
  - 第20話「花の吉原で何かが起きる？」（1979年）
  - 第30話「生きていた影武者」（1979年）
- 風鈴捕物帳 第13話「雨中に消えた直訴状」（1979年、ANB / 東映） - 甚内
- 八丁堀暴れ軍団 第6話「囚人の叫びが花嫁の頬を濡らした」（1979年、12ch / C.A.L） - 麻次
- 日本名作怪談劇場 第7話「怪談 玉菊燈籠」（1979年、12ch）- 斎藤左馬之助
- 長七郎天下ご免! 第13話「吾兵衛が惚れた!」（1980年、ANB / 東映）
- ライオン奥様劇場 / 徳川の女たち（CX / 東映）
  - 第1部「華麗 春日局」第4話（1980年） - 鍵田十三郎
  - 第3部「哀惜 母ひとり」第4、5、6、12、13、17話（1980年） - 宮内雄一郎
- 影の軍団シリーズ（KTV / 東映）
  - 服部半蔵 影の軍団 第5話「柔肌は渦に沈んだ」（1980年）
  - 影の軍団 幕末編 第13話「影は永遠に！」（1985年）
- 斬り捨て御免! （TX / 歌舞伎座テレビ）
  - 第1シリーズ 第4話「三十六番所にお指図無用」（1980年）
  - 第3シリーズ 第18話「赤い人魚は死神の使い」（1982年） - 長兵衛
- 大江戸捜査網（12ch / 三船プロ）
  - 第450話「おんな牢 地獄からの脱出」（1980年）
  - 第469話「汚れた顔の天使達」（1980年） - 大月典膳
  - 第481話「連判状が招く姿なき殺人者」（1981年） - 大垣屋の用心棒
  - 第564話「新登場 炎のおんな隠密」（1982年） - 仁助
  - 第572話「くノ一殺し 禁断の白い肌」（1982年） - 寅吉
  - 第597話「悪徳人妻市場 裏切りの情事」（1983年） - 村木源十郎
  - 第606話「哀愁別れ唄 さざんかの宿」（1983年） - 北町奉行所 同心・戸田幸之助
  - 第617話「二万両が舞う 十蔵花嫁騒動」（1983年） - 音吉
  - 第629話「私を妻に! 十蔵女難騒動」（1984年） - 火付盗賊改方・鬼塚兵馬
  - 新大江戸捜査網 第2シリーズ 第3話「娘スリ・深川慕情」（1991年10月25日） - 丑寅の五郎蔵
- 仮面ライダー (スカイライダー) 第42話「怪談シリーズ・ゾンビー! お化けが生きかえる」（1980年、TBS） - 死人博士
- 猿飛佐助 第13話「甲賀忍法 人間戦車」（1980年、NTV / 国際放映） - 般若院黒兵衛
- 旅がらす事件帖 第6話「流転の女・別れ雨」（1980年、KTV / 国際放映） - 丑松
- 悪党狩り 第16話「残侠の未練花」（1981年、12ch / 松竹・藤映像コーポレーション） - 七之助
- 噂の刑事トミーとマツ（TBS / 大映テレビ）
  - 第1シリーズ 第63話「悪党め!ちん兵器で御用だ!!」（1981年）
  - 第2シリーズ 第25話「ネス湖の怪獣?トミーの水中変身」（1982年）
  - 第2シリーズ 第36話「ジャッキートミーの グラグラ酔拳」（1982年）
- 西部警察 第74話「出発」（1981年、ANB / 石原プロモーション） - 小池眞二
- 新五捕物帳（NTV / ユニオン映画）
  - 第140話「鴉は知っていた」（1981年）
  - 第170話「向島から来た女」（1982年）
- 同心暁蘭之介（CX / 杉友プロダクション）
  - 第4話「地獄のお告げ」（1981年）
  - 第17話「殺しを見た女」（1982年）
- 時代劇スペシャル（CX）
  - 新吾十番勝負 第二部「抹殺密命渦巻く悪の内懐にくの一暗躍」（1982年） - 岡村佐平太
  - 新・御金蔵破り「名古屋城をねらう怪盗の執念と華麗な大作戦」（1982年）
  - 忍者狩り「甲賀隠密の邪悪な陰謀を斬る」（1982年）
  - 怪盗夢吉忍び控「二百万両の埋蔵金に挑むからくり人形の怪」（1982年） - 仙三
  - 傑作怪談シリーズ（4）悪霊桜子姫「妖しい女の怨霊に殺人鬼がよみがえる恐怖の夜」（1982年）
- 火曜サスペンス劇場 / 消えた蜜月 ハネムーン中の夫が他の女の部屋で殺されていた（1982年、NTV）
- ひまわりの歌 第24話（1982年、TBS / 大映テレビ）
- 暁に斬る! 第7話「誤診の罠」（1982年、KTV / 三船プロダクション）
- ザ・ハングマンII 第25話「連続麻薬殺人 ポルノ女優を救え」（1982年、ABC / 松竹芸能） - 金成の部下
- 婦警さんは魔女 第2話「罰下る!ああ恥ずかしいこのコトバ」（1983年、TBS / 大映テレビ）
- 右門捕物帖 第9話「狙われた女金貨」（1983年、NTV / ユニオン映画）
- 新・女捜査官 第12話「青年外科医の赤い殺意!!」（1983年、ABC / テレパック）
- 特捜最前線 第322話「にっぽん縦断泥棒日記!」（1983年、ANB / 東映） - スタンプ天保堂の店主
- 宮本武蔵 第30話「逆襲法典ヶ原」（1984年、NHK）
- 松本清張スペシャル・黒い福音（1984年、TBS / 大映テレビ）
- 傑作時代劇 / 怪談!妲妃のお百 海坊主の怨霊に憑かれた女（1987年、ANB / 東映）
- 若大将天下ご免! 第32話「互い違いの父子鷹!」（1987年、ANB / 東映） - 左紋次
- 12時間超ワイドドラマ / 花の生涯 井伊大老と桜田門（1988年、TX / 東映） - 日下部三郎右衛門
- 華の別れ（1989年、CX / アオイスタジオ） - 松川
- 翔んでる!平賀源内 第18話「嘘つき人情夢芝居」（1989年、TBS / C.A.L）
- ゴリラ・警視庁捜査第8班 第26話「昨日を忘れた刑事 ゴリラ分裂!? 同士討ちの危機!!」（1989年、ANB / 石原プロモーション）
- 年末時代劇スペシャル / 大岡政談 魔像（1989年、CX）
- 年末時代劇スペシャル / 右門捕物帖 血染めの矢 江戸-長崎 黄金強奪連続殺人に必殺の十手が挑む!（1989年、ANB / 東映）
- 三匹が斬る!シリーズ （ANB / 東映）
  - 続続・三匹が斬る! 第2話「若君とチンと松茸、草の根分け探し出せ」 （1990年） - 岩本軍兵衛
  - また又・三匹が斬る!
    - 第4話「山陰道、女いのちの賞金稼ぎ」（1991年） - 大河内外記
    - 第17話「首十両、日本一の韋駄天男！」（1991年） - 堀田精一郎

  - 新・三匹が斬る!
    - 第4話「お相手申す、今宵限りの算盤剣法」（1992年） - 藤島左門
    - 第11話「女一匹!わたしゃ闇の逃がし屋稼業」（1992年） - 安藤主膳

  - ニュー・三匹が斬る! 第6話「艶姿! 度胸で渡す大井川」（1994年）
- 秋の時代劇スペシャル / 怪傑黒頭巾（1990年、TBS / BAP）
- 将軍家光忍び旅1 第2話「父ちゃんの海を返せ!」（1990年、ANB / 東映） - 卯之助
- 代表取締役刑事（ANB / 石原プロモーション）
  - 第5話「風と共に去りぬ」（1990年）
  - 第16話「泥棒日記」（1991年）
- 忠臣蔵外伝 薄桜記「孤高の剣豪丹下典膳と赤穂浪士堀部安兵衛宿命の対決」（1991年、TX / 松竹・杉友プロ） - 石原
- 春の時代劇スペシャル / 桃太郎侍「狙われた将軍の首・帰って来た桃太郎」（1992年、ANB / 東映）
- 愛しの刑事 第15話「身代り自首!?かくまわれた母と子!」（1992年、ANB / 石原プロモーション）
- 喧嘩屋右近 第4話「悪の上ゆく悪い奴」（1992年、TX / 松竹） - 土蜘蛛一味の頭
- 月曜ドラマスペシャル（TBS）
  - 下町の熱血弁護士1（1993年）
  - 湯けむり仲居純情日記5（1995年）
  - 湯けむり仲居純情日記6（1996年）
  - 湯けむり仲居純情日記7（1997年）
- 殿さま風来坊隠れ旅 第9話「世にも高貴な用心棒!」（1994年、ANB / 東映） - 黒潮鮫五郎
- 姫将軍大あばれ 第21話「天秀尼の女意気地」（1995年、TX / ジャングル） - 出雲屋久兵衛
- ウルトラマンティガ 第5話「怪獣が出てきた日」（1996年、MBS / 円谷プロダクション） - 怪獣災害アナリスト・上田耕生
- 司馬遼太郎の功名が辻 第5話「番所の物頭」（1997年、ANB / 東映）
- 土曜ワイド劇場（ANB）
  - 西村京太郎トラベルミステリー / ブルートレイン寝台特急殺人事件（1979年10月20日）
  - 夏の恐怖ミステリー 通り魔連続殺人 襲われた団地妻（1981年8月1日）
  - 嫁姑が謎に挑戦!（4）冬の旅情サスペンス みちのく美女伝説殺人事件（1998年2月28日） - 木村健次
  - 和久峻三サスペンス 新・赤かぶ検事奮戦記8　飛騨白川郷映画ロケ殺人事件（1999年1月16日） - 近藤勇
  - ジャンボ宝くじ1億5千万が当たった女!連続殺人2（1999年6月19日） - 田辺安太郎
  - 京都の女庭師・風水探偵さくら子（1）洛北屋敷の密室殺人!（2000年6月17日）
  - 京都の女庭師風水ガーデニング探偵さくら子（2）開運豪邸遺産相続殺人・奥津軽鬼伝説と虫送り（2002年7月27日）
- 子連れ狼（ANB / 東映） ※北大路欣也版
  - 第二部 第2話「一刀危機一髪!!獣たちに監禁された男と女!!」（2003年） - 柵玄蕃
  - 第三部 第6話「雨の日に切腹を…!大五郎涙の別れ!」（2004年） - 作造
- 名奉行! 大岡越前 第1部 第7話「愛した女を裁く白州」（2005年、ANB / 東映） - 長次

### 舞台劇
- 燃えよ剣 土方歳三と沖田総司 （1974年、京都南座） - 原田左之助
- 柳生十兵衛 魔界転生 （1981年、新宿コマ劇場） - 宝蔵院胤舜
- ゆかいな海賊大冒険 （1982年・1983年・1984年、新宿コマ劇場・梅田コマ劇場） - 海賊・ガニメデス
- 遠山の金さん 江戸の母子草 （1984年、明治座） - 伊沢蔵人
- 酔いどれ公爵 （1985年、新宿コマ劇場） - プードル・トント
- 遠山の金さん 琉球怨み花（1985年、明治座） - 白雲斎
- 愛と哀しみの連舞 （1986年） - 金津正直
- 喧嘩安兵衛 （1987年） - 庄左衛門
- 国盗り物語 斎藤道三 （1987年） - 長井藤左衛門
- 幡随院長兵衛 （1993年、新歌舞伎座） - 坂部三十郎
- 天保ねずみ伝 鼠小僧と呼ばれた男（1994年、明治座）
- ぶらり信兵衛 紫陽花の唄 （1994年、明治座）
- 雪の夢 華のゆめ 大石内蔵助 （1996年、明治座） - 赤穂浪士・早見藤左衛門
- 大岡越前 春近き冬のころ （1997年、明治座）
- 桃太郎侍 夢の子守唄が聞こえる （1997年、明治座）
- 初姿 次郎長富士 （1999年、明治座） - 竹井安五郎
- 天翔ける虹 長州を破った男 （1999年、明治座）
- 国盗り物語 （2000年、明治座） - 堀田道空
- 桃太郎侍 （2000年、明治座）
- 江戸を斬る 明日への道標 （2000年、明治座）
- 次郎長外伝 恋女房お蝶 （2000年 - 2001年、梅田コマ劇場・新宿コマ劇場、博多座）
- いのち燃ゆるとき -開化のおんなたち- （2001年、明治座）
- 風の砦（2002年、明治座）
- 拝領妻始末 （2005年、新歌舞伎座）
- 伊那の勘太郎 （2006年、新宿コマ劇場・梅田芸術劇場・博多座・御園座）
- あばれ無法松 （2007年、新宿コマ劇場・梅田芸術劇場・博多座・御園座）
- 近藤を待ちながら （2008年、新宿SPACE107） - 桂小五郎
- 国定忠治 （2008年、新宿コマ劇場・梅田芸術劇場・御園座・博多座）
- 座頭市 （2009年、御園座）
- 華舞台 弥太郎笠 （2009年、池袋サンシャイン劇場他）
- 薫風 あばれ獅子 （2009年、御園座）
- 木曽恋しぐれ （2009年 - 2010年、青山劇場・博多座・御園座・コマ・スタジアム）
- 幡随院長兵衛 （2010年、ゆうぽうとホール・新歌舞伎座・博多座・御園座） - 白柄組・種藤京之進
- 火消し一代 め組の辰五郎 （2012年、明治座・博多座・御園座）
- 伊那の勘太郎 信州ひとり旅（2013年、明治座・新歌舞伎座・博多座） - 天狗党の首領・霞の鬼丸

など

### インタビュー・その他
- 新選組プロジェクト（京都チャンネル）
  - 第1回「最後の上映会」（1998年）
  - 第4回「わが青春の新選組2 〜栗塚・島田・左右田、黄金の三人〜」（1999年）
  - 第10回「総集編・ドラマに賭けた男たち」（1999年）
- 新選組黄金期（京都チャンネル）
  - 第2回「帰ってきた原田左之助」（2000年）
  - 第7回「原田左之助ごろんぼ日誌」（2000年）
  - 第10回「永久保存版!総集編スペシャル」（2001年）
  - 第11回「原田左之助ごろんぼ日誌2」（2001年）
- 武田鉄矢のショータイム「北島三郎」（2011年、NHK BSプレミアム）

### CM
- 別寅かまぼこ

## 参考資料
- キネマ旬報社（編） 編『日本映画人名事典』 男優篇 下巻、キネマ旬報社、1996年。ISBN 4-87376-189-1。